# Lau Peradep
Lau Peradep is een bestuurslaag in het regentschap Karo van de provincie Noord-Sumatra, Indonesië. Lau Peradep telt 485 inwoners (volkstelling 2010).